# Semenivka, Velîka Bahacika
Semenivka (în ucraineană Семенівка) este un sat în comuna Bahacika Perșa din raionul Velîka Bahacika, regiunea Poltava, Ucraina.

## Demografie
Componența lingvistică a localității Semenivka
     Ucraineană (99,71%)
     Alte limbi (0,29%)
Conform recensământului din 2001, majoritatea populației localității Semenivka era vorbitoare de ucraineană (99,71%), existând în minoritate și vorbitori de alte limbi.